# Bolesławiec Piastów
Bolesławiec Piastów – nieczynny przystanek kolejowy w Bolesławcu, w województwie dolnośląskim, w Polsce.